# Peteroma albilinea
Peteroma albilinea är en fjärilsart som beskrevs av William Schaus 1901. Peteroma albilinea ingår i släktet Peteroma och familjen nattflyn. Inga underarter finns listade i Catalogue of Life.